# Gelijkenis van de sterke man
De gelijkenis van de sterke man is een parabel die door Jezus verteld werd, in Matteüs 12:29, Marcus 3:27 en Lucas 11:21-22. Daarnaast staat de gelijkenis ook in het apocriefe evangelie van Thomas Logion 35.

## Inhoud
De gelijkenis vertelt Jezus na een opmerking van de farizeeën; zij verdenken hem er van Beëlzebul te zijn (de vorst van de demonen) en dat Jezus daarom de macht heeft demonen uit te drijven. Jezus vroeg de mensen toen: 
"Hoe kan Satan zichzelf uitdrijven? Als een koninkrijk innerlijk verdeeld is, kan dat koninkrijk niet standhouden ... En als Satan tegen zichzelf in opstand komt en innerlijk verdeeld is, kan ook hij niet standhouden, maar gaat hij zijn einde tegemoet."— Marcus 3:23-26
Daarna vertelde Jezus de gelijkenis:
Bovendien kan niemand het huis van een sterke man binnengaan om zijn inboedel te roven, als hij die man niet eerst vastgebonden heeft; pas dan kan hij zijn huis leeghalen.— Marcus 3:27

## Interpretatie
In de gebruikelijke interpretatie is Satan de sterke man en de inbreker is Jezus. Satan heerst over de aarde (het huis), maar Jezus verslaat Satan met zijn aardse bediening (hij bindt hem vast).
Anderen wijzen op de context in Matteüs 12:22-29, waarin men een man die door een demon is bezeten bij Jezus brengt. De demon is degene die de sterke man 'bindt' waardoor hij bezit van hem kan nemen. De sterke man is het slachtoffer van de demon. De demon maakte de man blind (voor de waarheid) en stom.
In weer een andere interpretatie wordt de sterke man gezien als een gelovige christen. Als deze man het geloof in Jezus begint te verliezen, wordt een ander sterker dan hij.